# Genrich Sidorenkov
Genrich Sidorenkov, född 11 augusti 1931 i Bedstvenka, död 5 januari 1990 i Moskva, var en sovjetisk ishockeyspelare.
Sidorenkov blev olympisk guldmedaljör i ishockey vid vinterspelen 1956 i Cortina d'Ampezzo.